# Supercopa de Catalunya d'handbol masculina
|  | Aquest article tracta sobre la competició masculina. Si cerqueu la competició femenina, vegeu «Supercopa de Catalunya d'handbol femenina». |

La Supercopa de Catalunya d'handbol és una competició esportiva catalana de clubs d'handbol masculins, creada la temporada 2012-13. De caràcter anual, està organitzada per Federació Catalana d'Handbol. Hi participen els equips catalans de la lliga ASOBAL, tradicionalment el FC Barcelona i BM Granollers, disputant una final en una seu neutral, que se celebra normalment al mes d'agost o setembre. Aquesta competició és hereva de la Lliga dels Pirineus d'handbol masculina i de la Lliga Catalana d'handbol, i obre la temporada oficial de l'handbol català.
El dominador de la competició és el Futbol Club de Barcelona amb dotze títols, guanyant totes les edicions disputades.

## Historial
| En negreta = Equip guanyador (1) = Nombre de campionats (prò.) = Pròrroga (p.) = Penals Nota: Noms dels equips segons l'època |

| Edició | Temporada | Data                                       | Campió                                     | Resultat                                   | Subcampió                                  | Seu                                                  | refs         |
| ------ | --------- | ------------------------------------------ | ------------------------------------------ | ------------------------------------------ | ------------------------------------------ | ---------------------------------------------------- | ------------ |
| I      | 2012-13   | 03-09-2012                                 | FC Barcelona Intersport (1)                | 28-20                                      | Fraikin Granollers                         | Pavelló Poliesportiu de la Draga, Banyoles           | [ 2 ]        |
| II     | 2013-14   | No disputada per incompatibilitat de dates | No disputada per incompatibilitat de dates | No disputada per incompatibilitat de dates | No disputada per incompatibilitat de dates | No disputada per incompatibilitat de dates           | [ 3 ]        |
| III    | 2014-15   | 28-08-2014                                 | FC Barcelona (2)                           | 37-22                                      | Fraikin Granollers                         | Pavelló Juan Carlos Navarro, Sant Feliu de Llobregat | [ 4 ]        |
| IV     | 2015-16   | 28-08-2015                                 | FC Barcelona Lassa (3)                     | 35-21                                      | Fraikin Granollers                         | Ciutat Esportiva de Blanes                           | [ 5 ]        |
| V      | 2016-17   | 26-10-2016                                 | FC Barcelona Lassa (4)                     | 30-25                                      | Fraikin Granollers                         | Pavelló Juan Carlos Navarro, Sant Feliu de Llobregat | [ 6 ]        |
| VI     | 2017-18   | 23-05-2018                                 | FC Barcelona Lassa (5)                     | 46-27                                      | Fraikin Granollers                         | Pavelló Municipal d'Agramunt                         | [ 7 ]        |
| VII    | 2018-19   | 26-09-2018                                 | FC Barcelona Lassa (6)                     | 43-25                                      | Fraikin Granollers                         | Palau d'Esports de Granollers                        | [ 8 ]        |
| VIII   | 2019-20   | 24-08-2019                                 | FC Barcelona AS (7)                        | 43-24                                      | Fraikin Granollers                         | Pavelló de Les Comes, Igualada                       | [ 9 ] [ 10 ] |
| IX     | 2020-21   | 21-08-2020                                 | FC Barcelona AS (8)                        | 32-25                                      | Fraikin Granollers                         | Pavelló Salvador Gimeno, Sant Joan Despí             | [ 11 ]       |
| X      | 2021-22   | 07-09-2021                                 | FC Barcelona (9)                           | 36-26                                      | Fraikin Granollers                         | Palau d'Esports de Granollers                        | [ 12 ]       |
| XI     | 2022-23   | 29-08-2022                                 | FC Barcelona (10)                          | 44-30                                      | Fraikin Granollers                         | Pavelló Esportiu de Can Cases, Martorell             | [ 13 ]       |
| XII    | 2023-24   | 29-08-2023                                 | FC Barcelona (11)                          | 47-29                                      | Fraikin Granollers                         | Pavelló Esportiu de Can Cases, Martorell             | [ 14 ]       |
| XIII   | 2024-25   | 28-08-2024                                 | FC Barcelona (12)                          | 52-27                                      | Fraikin Granollers                         | CEM Les Moreres, Esplugues de Llobregat              | [ 15 ]       |

## Palmarès
| Equip                     | Campió | Subcampió | Finals | Anys campió                                                                                                | Anys subcampió                                                                                             |
| ------------------------- | ------ | --------- | ------ | --- | --- |
| Futbol Club Barcelona     | 12     | 0         | 12     | 2012-13, 2014-15, 2015-16, 2016-17, 2017-18, 2018-19, 2019-20, 2020-21, 2021-22, 2022-23, 2023-24, 2024-25 | — |
| Club Balonmano Granollers | 0      | 12        | 12     | — | 2012-13, 2014-15, 2015-16, 2016-17, 2017-18, 2018-19, 2019-20, 2020-21, 2021-22, 2022-23, 2023-24, 2024-25 |